# 浙江鰍
浙江鰍為輻鰭魚綱鯉形目鰍科的其中一種，分布於亞洲中國淡水流域，棲息在底層水域，生活習性不明。

## 扩展阅读
維基物種上的相關：浙江鰍